# Amerika – Europa im Luftschiff
Amerika – Europa im Luftschiff (Alternativtitel: Ein Zukunftsbild aus dem Jahre 2000) ist ein deutsches Filmdrama von Alfred Lind aus dem Jahr 1913.

## Handlung
Der Freund eines amerikanischen Millionärs soll in dessen Auftrag die Tochter zurückbringen. Dabei kommen sich der Freund und die Tochter näher.

## Hintergrund
Produktionsfirma war die Eiko Film Deutschland (Nr. 92). Gedreht wurde er im Eiko Atelier in Berlin-Marienfelde, Straße 94 / Wilhelm von Siemensstraße 46-47. Der Drehort war das 1913 errichtete Glashaus auf dem Gelände, dies kommt auch im Film vor. Künstlerischer Leiter war Alfred Lind. Der Zeppelinpilot war möglicherweise Ludwig Dürr.
Der Film hatte eine Länge von vier Akten auf 1127 Metern.
Es ist nicht ganz klar, ob der Film von der Polizei Berlin am 31. Oktober 1913 nun jugendfrei gegeben wurde oder nicht (Nr. 29894). Geprüft wurde er noch von den Lehrern Hamburg (Nr. 4184). Die Reichsfilmzensur erteilte ihm ein Jugendverbot (Nr. 2445, 26. Mai 1921).